# LGBT práva v Panamě

Duhová mapa Panamy

Lesby, gayové, bisexuálové a transexuálové (LGBT) v Panamě mohou čelit právním problémům, s nimiž se nehomosexuální obyvatelstvo nesetkává. Mužská i ženská stejnopohlavní aktivita je v Panamě legální. Stejnopohlavní páry a domácnosti tvořené stejnopohlavními páry nemají rovný přístup ke stejným právním výhodám a protekci jako mají různopohlavní manželské páry.

## Životní úroveň LGBT lidí v Panamě

### Legální stejnopohlavní sexuální aktivita
Homosexuální styk je v Panamě legální od r. 2008. Legální věk způsobilosti k pohlavnímu styku je pro obě orientace stanovený na 18 let.

### Stejnopohlavní soužití
V Panamě neexistuje žádný právní institut pro stejnopohlavní páry. Návrh, který by umožnil homosexuálům uzavírat registrovaná partnerství byl zamítnut r. 2004, zejména kvůli nátlaku tehdejší římskokatolické vlády. 12 % Panamanů podporuje uznání stejnopohlavních manželství v Panamě.

### Právní ochrana
Nebyly zatím vůbec přijaty žádné zákony chránící LGBT lidi před diskriminací. Článek 39 Ústavy Panamské republiky zakazuje zakládání společností, asociací nebo organizací, jejichž činnost je v rozporu s dobrými mravy nebo se zákonem. V minulosti byl často aplikován na zakládání LGBT organizací.

## Organizace na ochranu LGBT práv v Panamě
V r. 1996 Panamská byla založena první gay a lesbická organizace Asociación Hombres y Mujeres Nuevos de Panamá (AHMNP; "New Men and Women of Panama Association"). Právnímu uznání se jim dostalo až v r. 2005 po tříletém boje s panamskými úřady a katolickou církví. Stále se jedná o jedinou otevřenou LGBT organizaci v Panamě.
V r. 2004 sepsali petici ohledně uznání registrovaného partnerství. V červnu 2005 se konal první festival hrdosti Panama Pride, který měl tehdy 100 účastníků.

## Veřejné mínění
Průzkum společnosti AmericasBarometer z r. 2017 poukázal, že 22% dotázaných by souhlasilo s stejnopohlavním manželstvím.

## Přehled situace LGBT osob v Panamě
| Legální stejnopohlavní styk                                                  | (2008)                             |
| Stejný legální věk způsobilosti k pohlavnímu styku pro obě orientace         | (2008)                             |
| Anti-diskriminační zákony v zaměstnání                                       | No                                 |
| Anti-diskriminační zákony ve službách a zboží                                | No                                 |
| Anti-diskriminační zákony v ostatních oblastech(urážky, zločiny z nenávisti) | No                                 |
| Stejnopohlavní manželství                                                    | No                                 |
| Jiná forma stejnopohlavního soužití                                          | No                                 |
| Adopce dítěte partnera                                                       | No                                 |
| Společná adopce                                                              | No                                 |
| Gayové a lesby mohou otevřeně sloužit v armádě                               | Panama je stát bez ozbrojených sil |
| Možnost změny pohlaví                                                        | No                                 |
| Možnost umělého oplodnění pro lesbické ženy                                  | No                                 |
| Náhradní mateřství pro gay páry                                              | No                                 |